# Aston Martin V8 Vantage Special Series I
Aston Martin V8 Vantage Special Series I – samochód sportowy klasy średniej wyprodukowany pod brytyjską marką Aston Martin w 1997 roku i jako Aston Martin V8 Vantage Special Series II w 1998 roku.

## Historia i opis modelu
W drugiej połowie lat 90. XX wieku sułtan Brunei Hassanal Bolkiah na potrzeby swojej kilkutysięcznej kolekcji samochodów, spośród kilku brytyjskich firm produkujących rzadkie samochody, zlecił budowę unikatowych samochodów na wyłączne zamówienie także Aston Martinowi. W rezultacie, oprócz modeli AM3 i AM4 powstała także rodzina modelowa V8 Vantage Special Series.
W pierwszej kolejności powstał model oznaczony liczbą rzymską "I", który utrzymany został w estetyce retro nawiązującej bezpośrednio do klasycznego Aston Martina DB4 GT Zagato z 1959 roku. Pękata sylwetka została wzbogacona przez liczne wloty powietrza, obłe nadkola i duży, dominujący pas przedni wlot powietrza. Za projekt stylistyczny odpowiedzialne było włoskie studio Pininfarina.
Podobnie jak inne projekty specjalne dla sułtana Brunei, także i Aston Martin V8 Vantage Special Series I powstał na bazie modelu Vantage V600, dzieląc z nim nie tylko płytę podłogową i podzespoły techniczne, ale i jednostkę napędową w postaci 5,3 litrowego V8 o mocy 600 KM współpracującą z 5-biegową manualną skrzynią biegów ZF.

### V8 Vantage Special Series II
Rok po zbudowaniu Vantage Specal Series I, na zlecenie sułtana Brunei opracowana została jeszcze inna wariacja, tym razem okraszona rzymską liczbą "II". Przy takich samych podzespołach technicznych i zbliżonych proporcjach nadwozia, samochód otrzymał inny projek stylistyczny o bardziej konwencjonalnej estetyce nawiązującej do modelu DB4 z 1958 roku. Samochód projektu konkurencyjnego wobec wcześniejszej Pinifariny Zagato powstał wyłącznie w 3 egzemplarzach, z czego wszystkie trafiły do kolekcji Hassanala Bolkiah. Ostatecznie, jeden z nich trafił poza nią do Wielkiej Brytanii, gdzie sfotografowano go w 2013 roku na jednej z miejskich ulic.

### Sprzedaż
V8 Vantage Special Series I wyprodukowany został w ściśle ograniczonej puli na wyłączne zamówienie sułtana Brunei. Budowaniem wszystkich samochodów zajmowało się przedsiębiorstwo Special Projects Group z angielskiego miasta Newport Pagnell, z czego łącznie powstały 3 sztuki, które trafiły prosto do kolekcji Hassanala Bolkiah.

### Silnik
- V8 5.3l 600 KM